# Adenomera engelsi
Adenomera engelsi é uma espécie de anfíbio da família Leptodactylidae. Endêmica do Brasil, pode ser encontrada na ilha de Santa Catarina e na região continental adjacente, no estado de Santa Catarina.